# Calle Krystal
La Calle Krystal (en danés: Krystalgade) es una calle en el centro de Copenhague, la ciudad capital del país europeo de Dinamarca, que conecta Nørregade a Købmagergade. La Biblioteca Central de Copenhague y la Gran Sinagoga de Copenhague se encuentran en la calle.
La calle es mencionada en 1492 como "un pequeño callejón que conduce a la puerta del Cabtor" y de nuevo en 1528 como "el callejón de la parte trasera de la puerta de Cantor que va desde Nørregade a Købmagergade". 